# Collines d'Utrecht
Pour les articles homonymes, voir Utrechtse Heuvelrug.
Les collines d'Utrecht (en néerlandais : Utrechtse Heuvelrug, littéralement crête de collines d'Utrecht) sont une crête de collines de sable longue d'une cinquantaine de kilomètres située dans les provinces néerlandaises d'Utrecht et de Hollande-Septentrionale, entre les villes de Huizen sur le Gooimeer au nord et Rhenen, sur le Rhin inférieur au sud. D'une superficie d'environ 23 000 hectares, elle forme la seconde étendue la plus boisée des Pays-Bas après la Veluwe.
L'Utrechtse Heuvelrug compte plusieurs hauteurs de plus de 50 mètres. Le point culminant est l'Amerongse Berg avec 69,2 mètres d'altitude. Le point le plus méridional est le Grebbeberg.
Elles forment l'une des cinq unités paysagères de la province d'Utrecht, les autres étant :
- la zone de tourbières à l'ouest, partie intégrante du Groene Hart ;
- la Vechtstreek, au nord de la ville d'Utrecht ;
- le Kromme Rijn, au sud de la ville d'Utrecht ;
- l'Eemland, au nord de la ville d'Amersfoort.

## Géographie

### Géologie

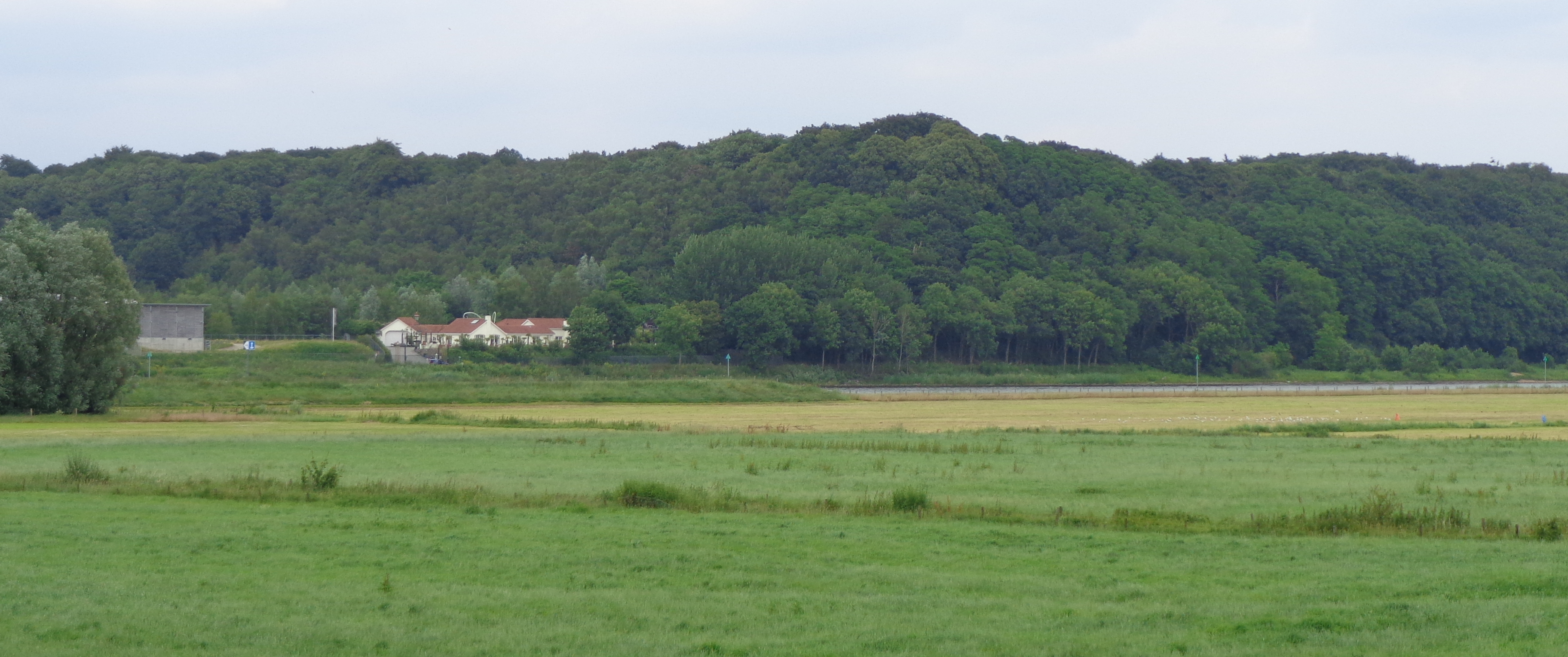
Le Grebbeberg

Les collines d'Utrecht se sont formées il y a environ 150 000 ans durant l'avant-dernière période glaciaire, la glaciation saalienne. Avant cette époque, le Rhin et la Meuse coulaient plus au nord qu'aujourd'hui, à peu près là où se trouve aujourd'hui la vallée de la Gueldre. Ces rivières y avaient déposé d'épaisses couches de sable et de gravier. Lorsque la glace a avancé vers cette partie des Pays-Bas, ces dépôts fluviaux ont été poussés vers le haut, formant des moraines, comme les collines d'Utrecht.
Avec le recul de la glace, l'eau de fonte a trouvé son chemin à travers les points faibles de la moraine et des vallées se sont formées. Un bel exemple est la Darthuizerpoort près de Leersum. Les sédiments qui ont été érodés par ces courants d'eau de fonte ont été déposés en de grandes coulées de sable sur le versant ouest des collines d'Utrecht. Cela explique pourquoi la pente de ce versant est beaucoup plus faible que celle du versant est.
Durant la dernière période glaciaire, la glaciation vistulienne, les glaces n'ont pas atteint le territoire actuel des Pays-Bas mais le sol est gelé en permanence, formant un pergélisol. Pour cette raison, la fonte des neiges a provoqué une érosion plus faible que lors de la période saalienne, formant ainsi des vallées sèches. Le Rhin a quant à lui érodé la partie méridionale de la crête, donnant notamment au Grebbeberg sa pente raide.

### Végétation

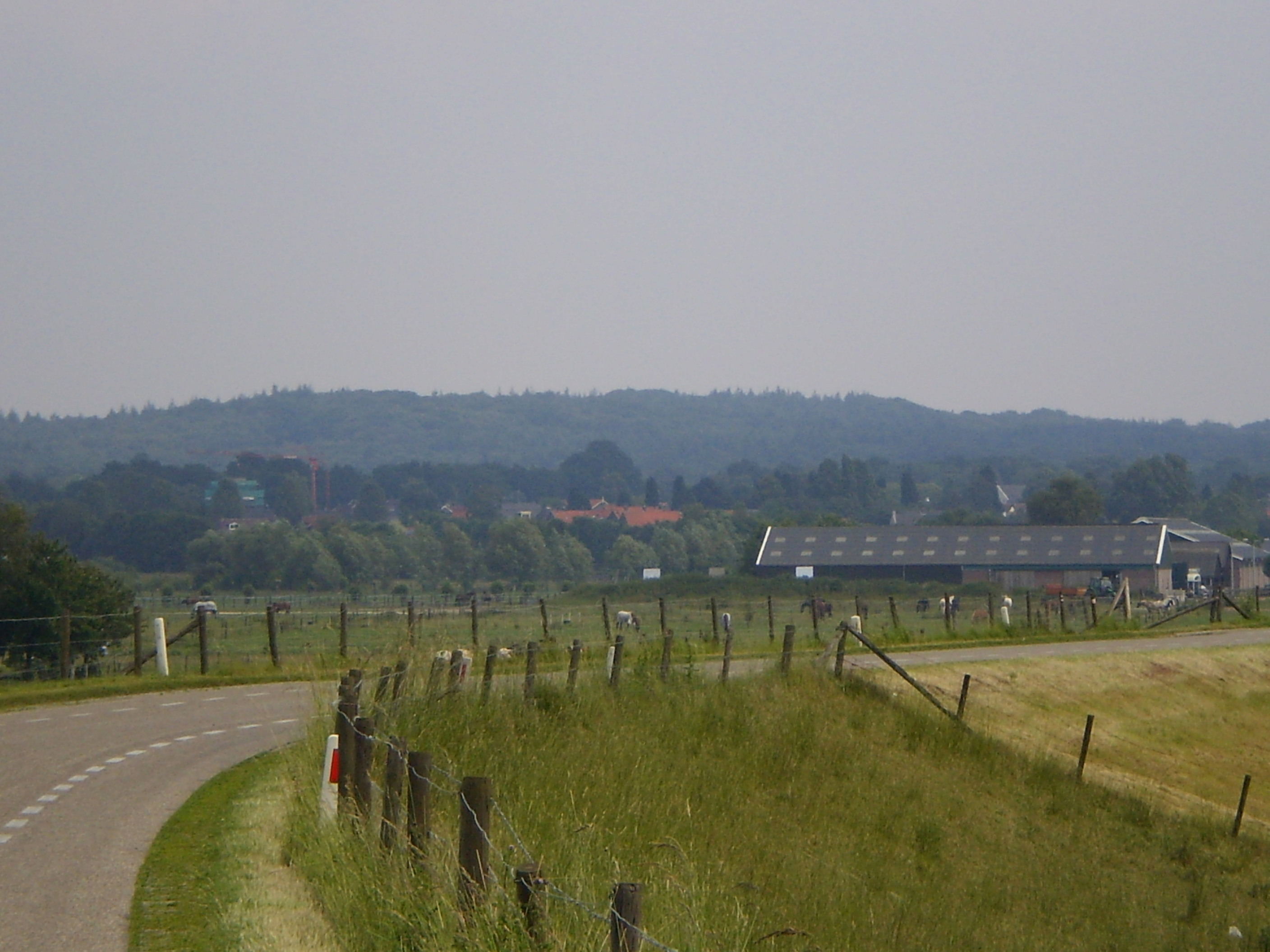
Les collines d'Utrecht près d'Amerongen.

Lorsque le climat s'est réchauffé après la dernière période glaciaire, la région s'est couverte de bois et de forêts. À la fin de l'âge de pierre, la population a considérablement augmenté, surtout dans les régions les plus élevées, comme l'Utrechtse Heuvelrug. La forêt a été abattue pour l'agriculture et l'élevage. De l'âge du fer au début du Moyen Âge, l'agriculture s'est progressivement déplacée vers les zones de basse altitude et l'élevage a pris le dessus. Sur la crête sèche, des paysages de landes et des sables se sont formés et ce n'est qu'aux XIXe et XXe siècles que les collines ont été en grande partie reboisées.

### Topographie

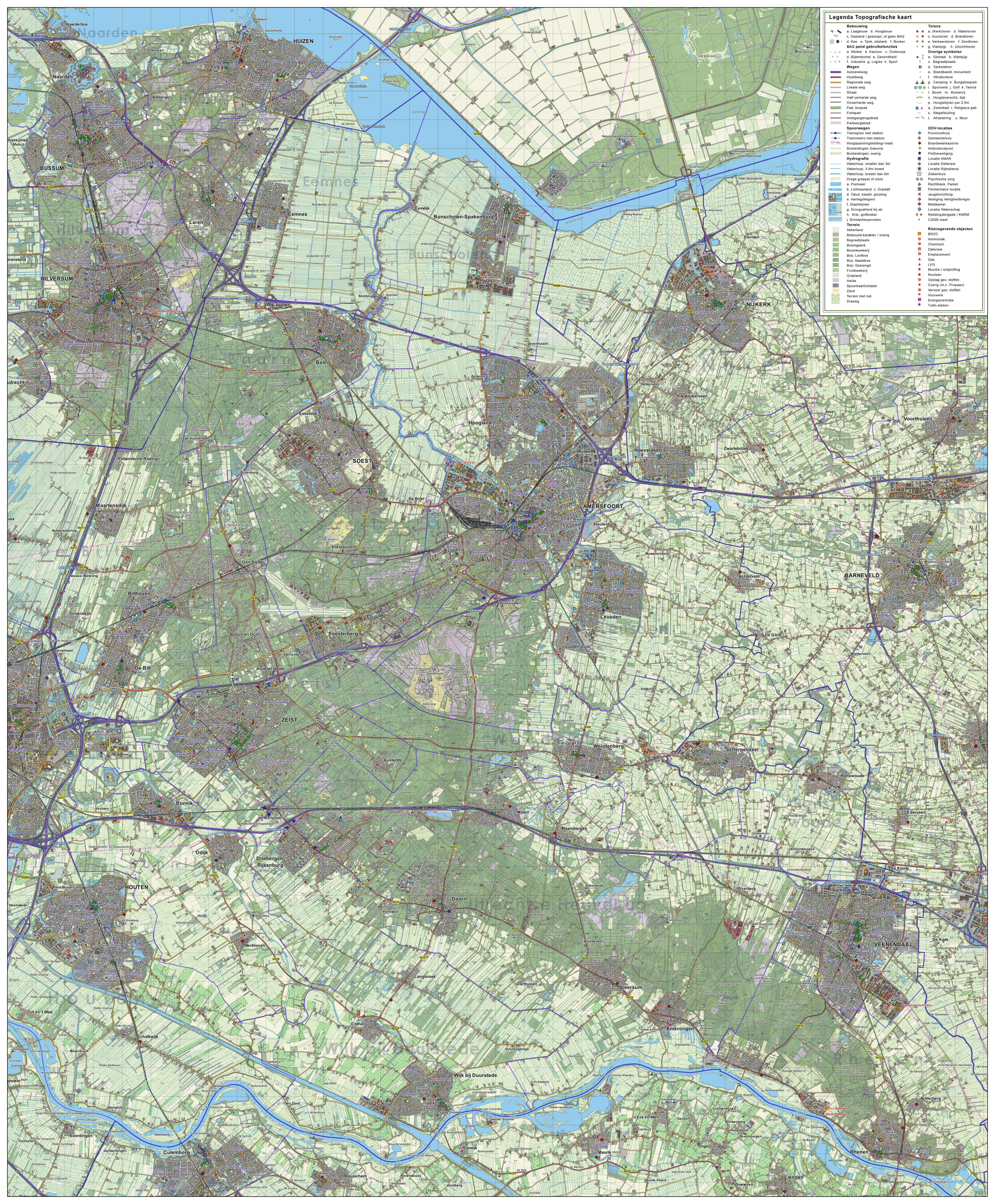
Carte de la région des collines d'Utrecht.

L'Utrechtse Heuvelrug est constitué d'un certain nombre de sommets qui ont reçu un nom spécifique, parmi lesquels :
- Amerongse Berg, près d'Amerongen ;
- Amersfoortse Berg ;
- Buurtsche Berg, près de Rhenen ;
- Darthuizerberg, près de Leersum ;
- Donderberg, près de Leersum ;
- Donderberg, près de Rhenen ;
- Doornse Kaap, près de Doorn ;
- Elsterberg, près d'Elst ;
- Foldocusheuvel, près de Maarsbergen ;
- Galgenberg, près d'Amerongen/Elst ;
- Geerenberg, près de Leersum ;
- Grebbeberg, près de Rhenen ;
- Hazenberg, près d'Amerongen ;
- Koerheuvel, près de Rhenen ;
- Laarschenberg, près de Rhenen ;
- Leersumse Berg, près de Leersum ;
- Lombokheuvel, près de Leersum ;
- Maarnse Berg, près de Maarn ;
- Paasheuvel, près de Rhenen ;
- Prattenburgse Berg, près d'Elst ;
- Ruiterberg, près de Doorn ;
- Sint-Helenaheuvel, près de Doorn ;
- Soester Eng, près de Soest ;
- Sparreboomsche Berg, près d'Elst ;
- Stompert, près de Soest ;
- Thymse Berg, près de Rhenen ;
- Vlakke Berg, près d'Amerongen ;
- Zonheuvel, près de Doorn ;
- Zuilensteinse Berg, près de Leersum.

## Protection environnementale
Les collines d'Utrecht sont une zone géologiquement et écologiquement précieuse. Après la Veluwe, il s'agit de la deuxième plus grande zone forestière des Pays-Bas. Elle a été désignée comme zone centrale du Réseau Nature Pays-Bas. La partie sud est devenue un parc national en 2003.